# Antoni Korzeniowski (podpułkownik)
Antoni Korzeniowski (ur. 17 maja 1894 w Rudzicy, zm. wiosną 1940 w Charkowie) – podpułkownik artylerii Wojska Polskiego, ofiara zbrodni katyńskiej.

## Życiorys
Urodził się 17 maja 1894 w Rudzicy, w rodzinie Jana i Anny z Kopciów. Ukończył gimnazjum w Cieszynie. Został oficerem armii austriackiej. Uczestniczył w organizowaniu wojska Śląska Cieszyńskiego, służył w szeregach oddziału artylerii Ziemi Cieszyńskiej. Brał udział w wojnie polsko-czechosłowackiej 1919. Po odzyskaniu przez Polskę niepodległości wstąpił do Wojska Polskiego. Został awansowany do stopnia kapitana ze starszeństwem z dniem 1 czerwca 1919. Uczestniczył w wojnie polsko-ukraińskiej i wojnie polsko-bolszewickiej w latach 1919–1920. W 1920 został przeniesiony z 3 pułku artylerii polowej do 10 pułku artylerii polowej, stamtąd w 1924 do 23 pułku artylerii polowej. Tam w 1928 był dowódcą II dywizjonu. Został awansowany do stopnia majora ze starszeństwem z dniem 1 stycznia 1927. W marcu 1930 został przesunięty na stanowisko kwatermistrza. W czerwcu 1934 ponownie przesunięty na stanowisko dowódcy dywizjonu. W 1936 został awansowany na stopień podpułkownika w korpusie oficerów artylerii i przeniesiony do 9 pułku artylerii lekkiej w Siedlcach na stanowisko zastępcy dowódcy pułku. Od 25 marca do lipca 1939 pełnił obowiązki dowódcy tej jednostki.
Po wybuchu II wojny światowej w okresie kampanii wrześniowej był organizatorem obrony miasta Siedlce. Po agresji ZSRR na Polskę z 17 września 1939 został aresztowany przez Sowietów i przewieziony do obozu w Starobielsku. Wiosną 1940 został zamordowany przez funkcjonariuszy NKWD w Charkowie i pogrzebany potajemnie w bezimiennej mogile zbiorowej w Piatichatkach, gdzie od 17 czerwca 2000 mieści się oficjalnie Cmentarz Ofiar Totalitaryzmu w Charkowie. Figuruje na Liście Starobielskiej NKWD, pod poz. 1386.

## Ordery i odznaczenia
- Krzyż Walecznych (dwukrotnie, po raz pierwszy w 1922)[6]
- Medal Niepodległości (16 marca 1933)[7]
- Srebrny Krzyż Zasługi (9 września 1924)[8]
- Medal Pamiątkowy za Wojnę 1918–1921[4]
- Medal Dziesięciolecia Odzyskanej Niepodległości[4]
- Krzyż za Obronę Śląska Cieszyńskiego II klasy (2 października 1919)[9]

## Upamiętnienie
5 października 2007 minister obrony narodowej Aleksander Szczygło mianował go pośmiertnie na stopień pułkownika. Awans został ogłoszony 9 listopada 2007 w Warszawie, w trakcie uroczystości „Katyń Pamiętamy – Uczcijmy Pamięć Bohaterów”.
W maju 2009 w ramach akcji „Katyń... pamiętamy” / „Katyń... Ocalić od zapomnienia”, przy Szkole Podstawowej im. Franciszka Kujawińskiego w Górkach Dużych został zasadzony Dąb Pamięci honorujący Antoniego Korzeniowskiego.